# 6243 Yoder
6243 Yoder este un asteroid din centura principală de asteroizi.

## Descriere
6243 Yoder este un asteroid din centura principală de asteroizi. A fost descoperit pe 27 iulie 1990 la Observatorul Palomar de Henry E. Holt. El prezintă o orbită caracterizată de o semiaxă mare de 2,20 ua, o excentricitate de 0,05 și o înclinație de 3,9° în raport cu ecliptica.